# Railleu
Railleu (katalanisch Ralleu) ist eine französische Gemeinde mit 23 Einwohnern (Stand 1. Januar 2022) im Département Pyrénées-Orientales in der Region Okzitanien. Sie gehört zum Arrondissement Prades und zum Kanton Les Pyrénées catalanes.

## Lage
Die Gemeinde gehört zum Regionalen Naturpark Pyrénées Catalanes. An der östlichen Gemeindegrenze verläuft der Fluss Cabrils, der zur Têt entwässert. 
Nachbargemeinden von Railleu  sind Sansa im Norden, Oreilla im Osten, Ayguatébia-Talau im Süden, Caudiès-de-Conflent im Südwesten, Matemale im Westen und Formiguères im Nordwesten.

## Bevölkerungsentwicklung
| Jahr      | 1962 | 1968 | 1975 | 1982 | 1990 | 1999 | 2013 |
| Einwohner | 48   | 25   | 11   | 10   | 11   | 16   | 26   |

## Sehenswürdigkeiten
- Kirche Saint-Julien (1687)
- Burgruine